# 직업 위험

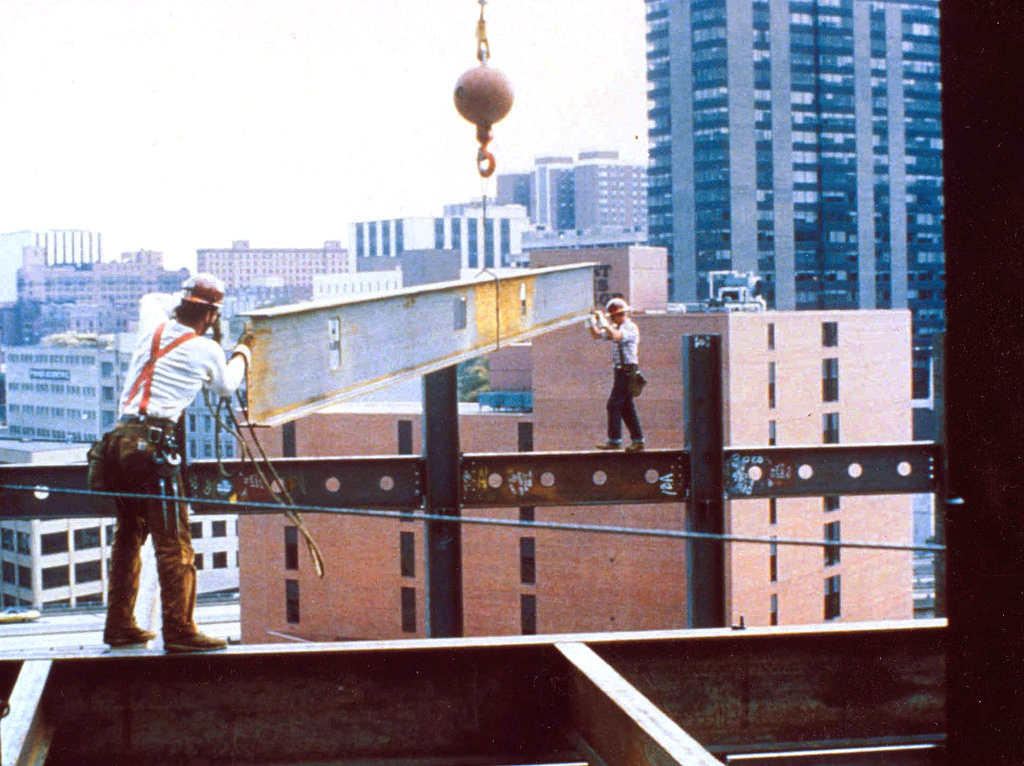
적절한 안전 장비 없이 고소 작업을 하는 건설 노동자

직업 위험(occupational hazard)은 작업장에서 경험되는 위험이다. 여기에는 화학적 위험, 생물학적 위험, 심리사회적 위험, 물리적 위험을 포함한 다양한 유형의 위험이 포함된다. 미국에서는 미국 국립 직업안전위생연구소(NIOSH)가 작업장 조사를 실시하고 작업장 건강 및 안전 위험을 다루는 연구를 수행하여 지침을 마련했다. 직업안전보건청(OSHA)은 작업장 부상 및 질병을 예방하기 위해 시행 가능한 표준을 확립한다. EU에서는 EU-OSHA가 비슷한 역할을 맡고 있다.
직업 위험은 작업장 환경과 관련된 장기 및 단기 위험을 모두 의미하는 용어이다. 산업안전보건, 공중보건 분야의 연구 분야이다. 단기 위험에는 신체적 부상(예: 눈, 등, 머리 등)이 포함될 수 있는 반면, 장기 위험에는 암이나 심장병과 같은 직업병 발병 위험이 높아질 수 있다. 일반적으로 단기적인 위험으로 인한 건강상의 부정적인 영향은 되돌릴 수 있는 반면, 장기적인 위험으로 인한 건강 영향은 되돌릴 수 없다.

## 같이 보기
- 불안정 노동